# Venus, Vulcano y Marte
Venus, Vulcano y Marte es un cuadro del pintor italiano Tintoretto. Está realizado en óleo sobre lienzo. Mide 135 cm de alto y 198 cm de ancho. Fue pintado hacia 1555, y actualmente se conserva en la Alte Pinakothek de Múnich (Alemania).
Los amores entre los dioses de la mitología romana Venus y Marte habían sido objeto de tratamiento ya por autores renacentistas como Botticelli, en su Venus y Marte. Pero lo que allí era idealismo neoplatónico se convierte en manos de Tintoretto en una escena doméstica de carácter erótico. Venus está reclinada y su marido, el viejo Vulcano, se acerca y descubre el pubis de su esposa. En una cuna, detrás, Cupido duerme. Y bajo la cama se oculta el amante de Venus, Marte.
Hay en este cuadro una gran asimetría. El pintor lleva la mirada hacia el fondo, a la derecha, a través de la perspectiva de las baldosas. La figura de Vulcano se refleja en el espejo del fondo; su vigoroso moldeado demuestra la influencia de Miguel Ángel. Por su parte, Venus extendida en una marcada diagonal desde la parte superior izquierda hacia la zona central del borde inferior, parece un poco masculina. Se apunta a que Tintoretto pudo tomar como modelo la Andrómeda de Tiziano.
Un estudio previo a este cuadro se guarda en el gabinete de calcografías de Berlín, si bien faltan las figuras de Marte y del amorcillo.